# Teletta-Groß-Gymnasium Leer
Das Teletta-Groß-Gymnasium (TGG) ist ein Gymnasium in der Stadt Leer. Die Schule wird von rund 1000 Schülern besucht. Träger des Gymnasiums ist der Landkreis Leer. Neben dem TGG gibt es in Leer das Ubbo-Emmius-Gymnasium und die Beruflichen Gymnasien an den Berufsbildenden Schulen (BBS).

## Geschichte
Eine Elterninitiative gründete die Schule im Jahre 1849 als private Höhere-Töchter-Schule. Die Initiatorin, Teletta Groß aus Leer, setzte sich dabei – im Sinne des liberalen Aufbruchs – für eine gleichwertige Ausbildung der jungen Frauen in Leer und Umgebung ein.
Im Jahre 1877 übernahm die Stadt Leer die Bildungseinrichtung, die seither eine öffentliche Schule ist. Fünf Jahre später ließ die Stadt das erste eigene Schulgebäude errichten. Im Jahr 1909 wurde das Oberlyzeum in Leer begründet.
1949 erfolgte eine Renovierung der Gebäude. Im selben Jahr erhielt sie den Namen Teletta-Groß-Schule. 1969 erhielt die Schule einen kompletten Neubau. 1969 wurde die Schule in Teletta-Groß-Gymnasium umbenannt, ein Name, der häufig mit TGG abgekürzt wird.
Ab 1972 wurde die Koedukation eingeführt und 1973 mit dem Bau einer Dreifeldsporthalle mit Sportgelände begonnen. Der Landkreis Leer übernahm im Jahre 1976 die Trägerschaft.
1999 feierte das TGG 150-jähriges Jubiläum. 2001 wurde mit dem Bau eines neuen Gebäudetraktes begonnen, welcher die Gebäude in der Hajo-Unken-Straße mit den anderen Schulgebäuden verband. Dabei entstand auch der neue Eingangsbereich. Nach zweijähriger Bauzeit wurde das Gebäude am 28. August 2003 feierlich seiner Bestimmung übergeben. Ein weiterer großer Umbau war die Renovierung der Aula, die im Juli 2008 abgeschlossen wurde. Im Zuge der Renovierung wurde die Aula ebenfalls mit einer neuen Licht- und Bühnentechnik sowie einer neuen Bestuhlung ausgestattet.
2013 wurde mit der Grundsanierung des E-Gebäudes begonnen, das seit 2014 die Schülerbibliothek, einen Aufenthaltsraum für die Oberstufe sowie einen terrassenförmigen Ruheraum für die Mittelstufe beherbergt.

## Heute
Das Gymnasium ist eine Europaschule, Mitglied beim Hochbegabten-Förderverbund des Landkreises Leer und eine Partnerschule des Deutschen Fußball-Bundes. Außerdem wurde ihr der MINT-EC Status verliehen, welcher für einen ausgeprägten Naturwissenschaftlichen Zweig steht. Aufgrund dieser Ausrichtung nimmt das TGG häufig an Wettbewerben wie Jugend forscht oder an Turnieren mit den Lego Robotern NXT teil.
Das TGG arbeitet eng mit dem Ubbo-Emmius-Gymnasium Leer zusammen, das sich in unmittelbarer Nähe befindet. Diese Zusammenarbeit bezieht sich besonders auf die Kursangebote der Gymnasien in der Oberstufe. Durch diese Zusammenarbeit ist es möglich ebenfalls Profile anzubieten, die nur von wenigen Schülern gewählt werden (zum Beispiel ein Informatikprofil). Leer sticht mit diesen beiden Gymnasien und ihren hohen Schülerzahlen durch ein außergewöhnlich breites Bildungsangebot aus der Reihe der niedersächsischen Gymnasien besonders hervor.
Das Teletta-Groß-Gymnasium bietet für interessierte Schüler im Sekundarbereich I mehrere Schwerpunkte und Profile an. Zum einen können die Schüler ab der fünften Klasse in Bläserklassen oder ab der siebten Klasse (seit neuem G9) in sogenannten MINT-, GeWi- und Sport-Profilen unterrichtet werden. Im Gegensatz zum Standard-Stundenplan wird hier der Schwerpunkt auf die jeweiligen Profile gelegt und Zusatzunterricht angeboten.
Weiterhin bietet das TGG zusätzlich zum verpflichtenden Englischunterricht (ab Klasse 5) drei weitere Fremdsprachen an: Französisch, Latein und Niederländisch (je ab Klasse 6). Ab der elften Klasse beginnt für alle Schüler die Einführungsphase in den Sekundarbereich II, die Klassen zwölf und dreizehn sind die Qualifikationsphase zum Abitur mit individueller Schwerpunktsetzung.
Das Teletta-Groß-Gymnasium setzt auf ein umfangreiches Sozialkompetenztraining und hat ein Präventionskonzept entwickelt. So werden die Schüler in verschiedenen Jahrgängen für Gefahren im Internet und im Zusammenhang mit Alkohol und anderen Drogen sensibilisiert und z. B. durch Berufsorientierung und Bewerbungstraining auf das Leben nach dem Abitur vorbereitet. Im Jahrgang 5 findet zudem Multimedia-Unterricht statt, in dem der Umgang mit PC und Internet gelehrt werden. Dafür sind vier Computer-Räume sowie einige Laptops vorhanden. Weiterhin sind alle Klassenräume mit Beamern oder interaktiven Tafeln, Dokumentenkameras und Computern ausgestattet.
Das TGG ist zudem auch in der Heimatgeschichte tätig und hat in diesem Rahmen schon Projekte wie die Ausstellung "Flucht und Vertreibung nach Ostfriesland" mit Hilfe des Heimatmuseums Leer umgesetzt oder auch den Stadtrundgang "Ein Spaziergang durch das fast vergessene Leer"
Das TGG führt Austausche mit folgenden Schulen durch:
- England: Langley Park School for Boys, Langley Park School for Girls und Ravens Wood School for Boys in Bromley
- Frankreich: Collège Lucien Herr in Altkirch im Elsass und Lycée Pierre Corneille in Rouen
- Niederlande: Bogerman-College in Sneek
- Japan: Kitazono High School in Itabashi/Tokio

## Bekannte Lehrer und Schüler

### Lehrer
Der Studienrat und Naturforscher Fritz Klimmek war nach Kriegsende als Gymnasiallehrer am damaligen Gymnasium für Mädchen in Leer angestellt. Nach ihm ist die Klimmeks Brombeere benannt.
 Der bildende Künstler Siegfried Kunstreich wirkte ab 1938 und nach Kriegsende von 1946 bis 1984 als Kunsterzieher am Teletta-Groß-Gymnasium.
 Der Historiker Enno Eimers unterrichtete von 1967 bis 2002 am Teletta-Groß-Gymnasium im Fach Geschichte.

### Schüler
Die Heimatschriftstellerin Wilhelmine Siefkes besuchte von 1900 bis 1910 die Schule, die im Jahr 1909 zum Oberlyzeum wurde.
 Der bekannteste Schüler ist der Frontmann der Techno-Gruppe Scooter, H. P. Baxxter, der auf dem benachbarten UEG gelernt, auf dem TGG aber sein Abitur im Jahr 1985 bestanden hat.
 Die ehemalige Rektorin der Alice Salomon Hochschule Berlin, Theda Borde, hat das Abitur am TGG abgelegt ebenso der Tübinger Rhetorikprofessor und Publizist Olaf Kramer.
Eine weitere bekannte Schülerin des Gymnasiums (Abitur 1983) war die Bundestagsabgeordnete Gitta Connemann.